# Atemlos (Film)
Atemlos (Originaltitel: Breathless) ist ein US-amerikanisches Kriminalfilm-Drama aus dem Jahr 1983 des Regisseurs Jim McBride mit Richard Gere und Valérie Kaprisky in den Hauptrollen. Es handelt sich um eine Neuverfilmung des französischen Films Außer Atem von Jean-Luc Godard aus dem Jahr 1960.

## Handlung
Der Kleinganove Jesse Lujack fährt in einem gestohlenen Porsche 356 von Las Vegas nach Los Angeles. Dort will er die Architekturstudentin Monica Poiccard besuchen, mit der er in Las Vegas einige Nächte verbrachte. Unterwegs hält ihn ein Polizist an. Um sich Gelegenheit zur Flucht zu verschaffen, schießt Jesse mit der im Auto gefundenen Waffe versehentlich auf den Polizisten und trifft diesen tödlich. Jesse flüchtet vom Tatort und erreicht Los Angeles.
Jesse findet Monica während einer mündlichen Prüfung, die sie bei der University of California, Los Angeles ablegt. Er stört die Prüfung, Monica ist verärgert. Später erklärt sie, sie sei nur kurz im Urlaub mit ihm zusammen gewesen, und fragt, was er von ihr wolle. Ihre Wege trennen sich zunächst. Jesse fährt per Anhalter zum Briefmarken- und Münzenhändler Tolmatchoff, um die Bezahlung für ein gestohlenes Auto zu erhalten. Er ist jedoch verärgert, dass sein Kunde Berrutti mit einem Scheck und nicht in bar bezahlt. Auf dem Weg zum Händler hört er im Radio von dem Mord an dem Polizisten. Jesse hat am Tatort seine Brieftasche und andere Beweismittel hinterlassen und wird nun offiziell gesucht. Die Polizei ist ihm auf den Fersen. Kurz nachdem Jesse den Laden verlassen hat, betreten die Polizeibeamten Parmentel und Enright den Laden und erkundigen sich nach Jesses Verbleib. Sie befragen Tolmatchoff, der jedoch vorgibt, ihn in letzter Zeit nicht gesehen zu haben. Seine Kollegin verrät jedoch, dass Jesse erst vor kurzem im Laden war. Jesse kann zunächst erfolgreich entkommen. 
Jesse stiehlt einen MGB Roadster und findet Monica an einer Bushaltestelle, wo er ihr anbietet, sie mitzunehmen. Sie willigt ein, weil sie eine wichtige Verabredung hat. Auf dem Weg dorthin macht Jesse einen Abstecher in ein heruntergekommenes Restaurant, in dem er vergeblich nach Berrutti sucht, um einen Scheck einzulösen. In seiner Verzweiflung stiehlt er auf der Toilette eine Handtasche eines Mannes und fährt Monica zu einer Cocktailparty in einem Hotel in der Innenstadt, wo Paul – ein Professor ihrer Uni – sie dem berühmten Architekten Dr. Boudreaux vorstellen will. Bei der Erwähnung von Paul wird Jesse eifersüchtig und erklärt, dass er sie nie wieder sehen will. Dennoch wartet er draußen und belästigt sie später an der Ampel, als sie die Party verlassen.
Danach diskutiert Jesse an einem Zeitungskiosk mit einem Teenager über die Vorzüge seines Lieblingssuperhelden, des Silver Surfer. Der Teenager bringt Jesse dazu, zu erkennen, dass sowohl er als auch sein Superheld sich in gefährliche Situationen begeben haben, aus denen sie leicht entkommen könnten, wenn sie es wollten. Als Monica am nächsten Morgen nach Hause kommt und Jesse in ihrem Bett entdeckt, ist sie verärgert über ihn. Kurz darauf beobachtet Jesse sie beim Schwimmen im Pool und nähert sich ihr. Während sie sich im Wasser küssen, gesteht Monica, dass sie Angst vor ihm hat, ihm jedoch nur schwer widerstehen kann.
Später telefoniert Jesse mit Birnbaum, einem Schrotthändler, um ein gestohlenes Auto zu verkaufen. Obwohl Jesse versucht, diskret zu sein, hegt Monica den Verdacht, dass er in kriminelle Aktivitäten verwickelt ist. Sie ist skeptisch, als er von seinem Lebensunterhalt erzählt. Sie zitiert den US-amerikanischen Schriftsteller William Faulkner mit den Worten: „Zwischen dem Kummer und dem Nichts, würde ich den Kummer wählen“. Monica stellt ihm die Frage, was er wählen würde, worhaufhin Jesse mit „Alles oder nichts“ entgegnet. Während sie sich näherkommen, hinterlässt Paul eine Nachricht auf ihrem Anrufbeantworter, in der er Monica mitteilt, dass sie sich am Nachmittag mit Dr. Boudreaux zu einer Grundsteinlegungszeremonie treffen werden. Als Monica unter die Dusche geht, sieht Jesse im Fernsehen, dass nach ihm gefahndet wird. Später scheint Jesse überglücklich, als Monica verkündet, dass sie möglicherweise schwanger ist. Er freut sich darauf, mit ihr in Mexiko eine Familie zu gründen.
Er verlässt die Wohnung, um sein Auto zu holen, findet es jedoch von der Polizei umstellt. Er stiehlt ein anderes Auto – ein Ford Thunderbird „Classic Birds“ – und holt Monica an ihrer Haustür ab. Sie akzeptiert Jesses Entschuldigung wegen des neuen Autos, bleibt aber bei ihren Vorbehalten, nach Mexiko zu fahren. Jesse weist ihre Bedenken zurück, da er überzeugt ist, dass nur die Gegenwart zählt. Nachdem er Monica zur Zeremonie gefahren hat, wird ihm bewusst, dass er sich in großer Gefahr befindet, als er sein Foto auf der Titelseite einer Zeitung sieht. Ein Passant erkennt ihn sofort und informiert einen Fahrradpolizisten.
Jesse bringt das gestohlene Auto zu Birnbaum, der von Jesses Notlage weiß, und bietet ihm 1.200 US-Dollar. Birnbaum weigert sich aber und will ihn das Auto nicht abkaufen. Als Birnbaum das Auto kurzerhand stilllegt, überwältigt Jesse ihn, raubt ihn aus und flieht vom Schrottplatz. Jesse wird von Birnbaums Angestellte verfolgt. In der Zwischenzeit unterbrechen Parmentel und Enright die Grundsteinlegung und drohen, Monica zu verhaften, wenn sie nicht verrät, wo sich Jesse aufhält. Sie lügt und sagt ihnen, er sei auf dem Weg nach San Francisco. Monica verlässt die Zeremonie und wird von Paul eingeholt, während Enright ihnen in einigem Abstand folgt. Bevor sie sich trennen, warnt Paul Monica, dass Jesse ihr Leben ruinieren wird. Auch von Enright bekommt sie das Gleiche zu hören.
Als sich Jesse kurz darauf in einem anderen gestohlenen Auto nähert (diesmal ein Buick Electra 225), droht Enright Monica mit der Abschiebung. Jesse schlägt den Polizisten mit der Autotür zu Boden und überredet Monica, einzusteigen. Nach kurzem Zögern steigt sie in den Wagen.
Am Abend trifft sich Jesse mit Berrutti in einem Nachtclub und erhält einen Vorschuss auf seinen Scheck mit dem Versprechen, den Restbetrag am nächsten Morgen zu erhalten. Als die Polizei eintrifft, sind Jesse und Monica gezwungen, durch einen Aufzugsschacht zu fliehen. In der Garage stehlen sie ein Chevrolet LUV und können der Polizei zunächst entkommen. Zu Fuß werden sie allerdings wieder von der Polizei entdeckt und können sich nach einer wilden Verfolgungsjagd in ein Kino verstecken. Danach stehlen sie ein Cadillac Eldorado Biarritz und verstecken sich in einem verlassenen Anwesen in den Hollywood Hills. 
Am nächsten Morgen bereut Monica ihr ungestümes Verhalten, und als Jesse sie zum Einkaufen schickt und sie sich vor dem Supermarkt auf der Titelseite sieht, nach der ihr gefahndet wird, ruft sie die Polizei an. Als sie zu Jesse zurückkehrt, gesteht sie ihren Verrat und erklärt ihm, dass sie nicht zueinander passen und er sie zurücklassen muss, wenn er leben will. Aber Jesse weigert sich. Berrutti kommt mit dem Geld und einer Pistole an und warnt Jesse vor der herannahenden Polizei. Jesse schlägt die Warnung in den Wind. Jesse will die Pistole nicht, Berrutti wirft sie auf den Boden. Von mehreren Seiten rücken Polizisten an und nehmen ihn mit ihren Waffen ins Visier. Jesse provoziert die Polizisten durch eine Tanzdarbietung zu einem imaginären Soundtrack (Breathless von Jerry Lee Lewis). Dabei greift er aus einer schnellen Drehbewegung heraus nach der auf dem Asphalt liegenden Waffe und richtet sie auf die Polizisten. Das Bild friert ein – das Ende des Films bleibt offen.

## Hintergrund

### Produktion und Besetzung
Im September 1978 gab The Hollywood Reporter bekannt, dass die beiden Drehbuchautoren Jim McBride und L. M. Kit Carson gemeinsam das Drehbuch für eine moderne Version des französischen Filmklassikers Außer Atem arbeiten, welches ab Frühjahr 1979 in Los Angeles mit einem Budget von 5 Millionen US-Dollar gedreht werden sollte. Zu diesem Zeitpunkt war McBride als Regisseur vorgesehen. McBride erhielt die Erlaubnis zur Adaption des Films von Regisseur Jean-Luc Godard und Drehbuchautor François Truffaut, die an die Vorlage Außer Atem gearbeitet hatten. Am 28. November 1978 gab die Variety bekannt, dass der Schauspieler Gary Busey an der Hauptrolle interessiert sei. Zwei Tage später berichtete The Hollywood Reporter, dass Robert De Niro wiederum von Godard für die Hauptrolle in der Neuverfilmung in Betracht gezogen wurde.
McBride erklärte in einem Interview bei der Daily Variety, dass das Drehbuch für Gary Busey umgeschrieben wurde, der die Hauptrolle als eine „Redneck-Figur“ spielen sollte. Als McBride keine Einigung mit dem Schauspieler erzielen konnte, empfahl Universal Pictures kurz darauf Robert De Niro für die Rolle, der zu dieser Zeit an dem Film Wie ein wilder Stier (1980) arbeitete und nach 6 Monaten Bedenkzeit die Rolle ablehnte, woraufhin Universal Pictures das Projekt verwarf. McBride wurde dazu angeraten die Regie an Franc Roddam abzugeben als Paramount Pictures an dem Film interessiert war. Paramount Pictures hatte sich zwar für Richard Gere als Star des Films entschieden, das Filmstudio gab jedoch das Projekt, ebenso wie Roddam, der bereits für einen anderen Film verpflichtet wurde, bald auf. Die Orion Pictures Company war bereit, die Finanzierung des Films zu übernehmen. Schauspieler wie John Travolta und Al Pacino waren an der Hauptrolle interessiert, aber sie wollten mit McBride nicht zusammenarbeiten, der bis dahin Low-Budget-Filme drehte. Nachdem McBride persönlich Richard Gere in New York City besuchte, sagte er zu und arbeitete an der Endfassung des Drehbuchs mit.
McBride, Richard Gere und Martin Erlichman (Executive Producer des Films) reisten nach Paris, wo sie Schauspielerinnen für die Rolle der Monica Poiccard vorsprechen ließen. Nach Berichten der Daily Variety wurde Valérie Kaprisky aus 150 Kandidatinnen ausgewählt. Sie beschrieb ihr Vorsprechen als „schrecklich“, da sie keine Zeit hatte, ihren Text auswendig zu lernen. Sie bekam die Rolle jedoch, nachdem ihr am nächsten Tag eine zweite Chance gegeben wurde.

### Dreharbeiten und Drehorte
Die Dreharbeiten begannen am 2. August 1982 und endeten im Oktober desselben Jahres. Der Kinostart musste um zwei Monate verschoben werden, da laut dem The Hollywood Reporter „einige kleinere Detailszenen neu gedreht wurden“ und die Postproduktion noch nicht fertig gestellt war. Der Kinostart war ursprünglich für den 4. März 1983 geplant. Zu den Drehorten gehörten die Los Angeleser Stadtteile Venice Beach, Hollywood, Downtown und Westwood – wo sich auch der Campus der University of California, Los Angeles (UCLA) befindet. Das Anwesen, welches in der letzten Szene zu sehen ist, war das verlassene Anwesen „The Pines“ in den Hollywood Hills. Das Anwesen wurde später vom Los Angeles Department of Recreation and Parks erworben, in den Runyon Canyon Park integriert und der Öffentlichkeit zugänglich gemacht. Weitere Drehorte waren Santa Monica, Beverly Hills, Palmdale und Las Vegas. Einige Innenaufnahmen fanden in den Zoetrope Studios in Los Angeles statt.

### Sonstiges
Der englische Originaltitel Breathless ist gleichzeitig ein Song des Musikers Jerry Lee Lewis. Jesse Lujack äußert im Film zudem seine Begeisterung für Jerry Lee Lewis.
In der deutschen Synchronisation spricht Frank Glaubrecht die Stimme von Richard Gere, Madeleine Stolze die Stimme von Valérie Kaprisky und Berno von Cramm übernahm die Stimme von William Tepper.

### Veröffentlichung
Der Film kam am 13. Mai 1983 in den US-amerikanische Kinos. Der Kinostart in Bundesrepublik Deutschland erfolgte am 28. Oktober 1983. Am 19. November 1999 wurde der Film mit deutscher Tonspur auf DVD und am 16. September 2016 auf Blu-ray veröffentlicht.

## Rezeption

### Einspielergebnisse
Die Produktionskosten des Films werden auf rund 7 Millionen US-Dollar beziffert. Die Einnahmen des Films aus Kinovorführungen in den USA und Kanada beliefen sich auf über 19,9 Millionen US-Dollar. Am Eröffnungswochenende konnte der Film rund 4,4 Millionen US-Dollar einnehmen und belegte hinter Das fliegende Auge – welches am selben Tag in den US-amerikanischen Kinos startete – den zweiten Platz der US-Kinocharts. Atemlos konnte sich einen Monat lang in den Top 10 der US-Kinocharts halten. In der Bundesrepublik Deutschland wurden 593.402 Kinotickets verkauft und der Film landete auf Platz 39 der Kinojahrescharts 1983.

### Kritiken
Der Film wurde von den Kritikern gemischt aufgenommen. Das Filmkritik-Portal Rotten Tomatoes gibt für den Film 63 % positive Rezensionen an, basierend auf 16 Kritiken. Bei Metacritic konnte ein Metascore von 52, basierend auf 13 Kritiken, erzielt werden. Roger Ebert bewertete den Film mit 2,5 von 4 Sternen und war der Meinung, dass die Mischung aus Arthouse- und Noir-Stilen das „Durchschnittspublikum“ nicht ansprechen würde, Valérie Kaprisky sei eine Fehlbesetzung und wirke oft „verloren“, lobte aber die Leistung von Richard Gere.

„Eine Reflexion über die Unmöglichkeit wahrer Liebe in einer gewalttätigen Umwelt und eine Variation des ‚amour fou‘-Themas. Der Film lebt von der Präsenz seines hervorragenden Hauptdarstellers und vom Rock’n’Roll-Musik- und Zeitgefühl.“

„Daß schöne Menschen in gepflegter Umgebung sich heftig suchen und heftig umarmen, macht noch keinen Kultfilm. Den Belmondo-Part spielt das neue Hollywood-Idol Richard Gere, und es ist anzunehmen, daß sich McBride seinetwegen auf das ‚Atemlos‘-Abenteuer eingelassen hat. […] Als überdrehter Autoknacker und Herzensbrecher, der mit quietschenden Reifen zu seinem Tod kurvt und seine letzten Tage mehr durchtänzelt als durchläuft, zieht Gere eine so überdrehte Nummer ab, daß man eigentlich statt der schauspielerischen Leistung nur die Eitelkeit sieht, mit der Gere vorführen will, daß er auch noch Robert de Niro sein kann.“